# Pycnogonum magellanicum
Pycnogonum magellanicum is een zeespin uit de familie Pycnogonidae. De soort behoort tot het geslacht Pycnogonum. Pycnogonum magellanicum werd in 1898 voor het eerst wetenschappelijk beschreven door Hoek. 